# Isernhagen

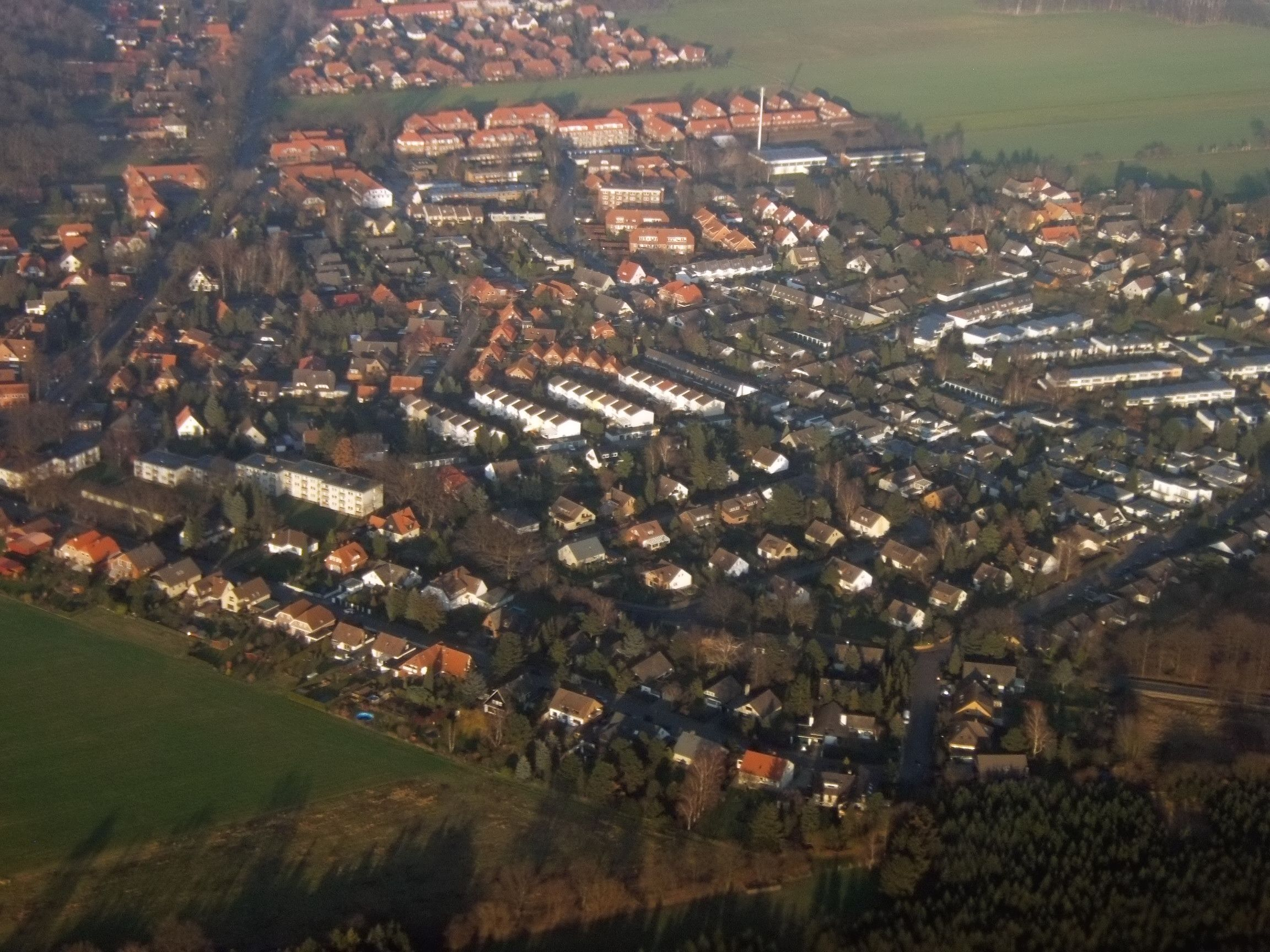
Luftbild (Ortschaft: Hohenhorster Bauerschaft)

Isernhagen ist eine selbständige Gemeinde in der niedersächsischen Region Hannover, die sich aus sieben Ortschaften, darunter vier althergebrachte Bauerschaften, zusammensetzt. Die Gemeinde grenzt nordöstlich an die Stadt Hannover in Richtung der Städte Celle und Burgdorf. Isernhagen ist nach dem durchschnittlichen Einkommen ihrer Bürger die kaufkraftstärkste Gemeinde Niedersachsens.

## Geografie
Isernhagen grenzt an Burgwedel, Burgdorf, Lehrte, Hannover, Langenhagen und die Wedemark (im Uhrzeigersinn, beginnend im Norden). Isernhagen liegt am Südrand der Lüneburger Heide. Vier als Bauerschaften bezeichnete Ortschaften gelten als vornehme Wohnvororte von Hannover. Es gibt noch zahlreiche gut erhaltene Fachwerkhäuser, darunter den Typ des hier häufigen Fachhallenhauses.

### Gemeindegliederung
Isernhagen besteht aus den Ortschaften:
1. Niedernhägener Bauerschaft (NB)
2. Kircher Bauerschaft (KB)
3. Farster Bauerschaft (FB)
4. Hohenhorster Bauerschaft (HB)
5. Altwarmbüchen
6. Neuwarmbüchen, inklusive Gartenstadt Lohne
7. Kirchhorst, inklusive Großhorst und Stelle

### Naturschutz
Isernhagen grenzt mit den Ortschaften Altwarmbüchen und Kirchhorst an das etwa 15 km² große Altwarmbüchener Moor an. Dessen bis zu zwei Meter starke Torfschichten wurden von den Bauern der anliegenden Dörfer gestochen. Der Torf wurde als Heizmaterial genutzt oder auf Märkten in Hannover verkauft. Laut einer Urkunde von 1797 hatten auch Isernhagen und seine heutigen Ortschaften Rechte auf den Torfabbau im Moor. Dafür wurde das Moor stark entwässert, was die Moorvegetation schädigte. Ein Teil der Flächen ist inzwischen unter Naturschutz gestellt, während der größere Teil Landschaftsschutzgebiet ist.

## Geschichte

### Name
Der erste Teil des Namens Isernhagen leitet sich von Yser bzw. Yserne ab, was für „Eisen“ steht. In der hier verlaufenden Wietzeniederung kam Raseneisenstein vor, der im Mittelalter vor Ort verhüttet und später auch als Baustoff verwendet wurde. Die Endung Hagene oder Hagen beschreibt ein Waldstück bzw. eine Einfriedung von Äckern, wie sie üblich war, um Tiere vom Ackerland fernzuhalten. Im (heutigen) Plattdeutsch bedeutet isern: eisern und Hagen steht für: Hecke, Gehölz, Gehege.
Der Name oder die Endsilbe Hagen findet sich häufig in Niedersachsen, Westfalen und in den von diesen besiedelten mecklenburgischen Gebieten. Hag leitet sich vom germanischen haga oder hagaz ab und bedeutet Umzäunung, oder Gehege. Es bedeutet auch Schutz wie in hegen und behaglich. Ein Hag war ein von Hecken eingehegtes, eingefriedetes Gelände. Der mittelniederdeutsche Wortbestandteil -ha(a)g(en) in Flur- oder Ortsnamen deutet auf eine solche Siedlungsform hin.

### Mittelalter
Die Siedlung Isernhagen wurde in der Endphase der mittelalterlichen Binnenkolonisation im 13. Jahrhundert auf Initiative der Welfen bzw. ihrer Vasallen, der Grafen der Grafschaft über dem Moore, in der Form eines klassischen langgestreckten Hagenhufendorfes angelegt. Im Zuge eines großen Rodungsunternehmens, das sich vermutlich über das gesamte 13. Jahrhundert hinzog, wurde eine Hagenhufparzelle neben die andere gelegt, bis einzelne Höfegruppen entstanden. Diese Höfegruppen wuchsen im Laufe der späteren Jahrhunderte durch Nachsiedlung zu einer geschlossenen und in Niedersachsen einmaligen hufeisenförmigen Siedlung zusammen.
Isernhagen wird urkundlich erstmals 1322 als „Yserenhaghe“ im Bürgerbuch der Stadt Hannover genannt durch die erste Eintragung eines Isernhagener Bürgers namens Bernardus de Yserenhaghe. Isernhagen war im 14. Jahrhundert Teil der Grafschaft über dem Moore, welche ihren Verwaltungsmittelpunkt in der Großburgwedeler Burg besaß. Später gehörte es zu der aus der Grafschaft hervorgegangenen Amtsvogtei Burgwedel.
Mit dem Ausbau der Siedlung und dem Zusammenwachsen der Höfegruppen wurde das langgestreckte Hagenhufdorf Isernhagen der besseren Organisation halber in vier Bauerschaften unterteilt, und zwar in die:
- Niedernhägener Bauerschaft (NB)
- Kircher Bauerschaft (KB)
- Farster Bauerschaft (FB)
- Hohenhorster Bauerschaft (HB)

Diese Bauerschaften bilden die vier Altdörfer der heutigen Gemeinde Isernhagen. Zu welchem genauen Zeitpunkt die Siedlung Isernhagen derart unterteilt wurde, kann heute nicht mehr geklärt werden. Die Bauerschaften werden jedenfalls erstmals im 15. Jahrhundert in den Registern der Burgvogtei Celle erwähnt.
Die anderen Ortschaften Isernhagens sind zum Teil noch älteren Ursprungs als die vier Altdörfer:
So geht das heute zur Gemeinde gehörende Altwarmbüchen auf ein bereits im 12. Jahrhundert urkundlich erwähntes „Werenboke“  (Warmbüchen) zurück. Es handelt sich um ein mittelalterliches Rodungsdorf „von wilder Wurzel“, das auf Initiative eines Adeligen angelegt wurde.
Neuwarmbüchen hat seinen Ursprung in einem nahe der Wegtrasse des alten Postweges Hannover-Celle gelegenen Einzelhof und seiner Aufsiedelung durch Binnenkolonisten im Hochmittelalter. Die erste urkundliche Erwähnung erfolgt im Jahr 1437.
Der Teil der Gemeinde Isernhagen, der heute Kirchhorst heißt, wurde erst im Jahr 1929 durch den Zusammenschluss der drei Dörfer Kirchhorst, Großhorst und Stelle (jeweils erste Erwähnung 1329) gebildet.

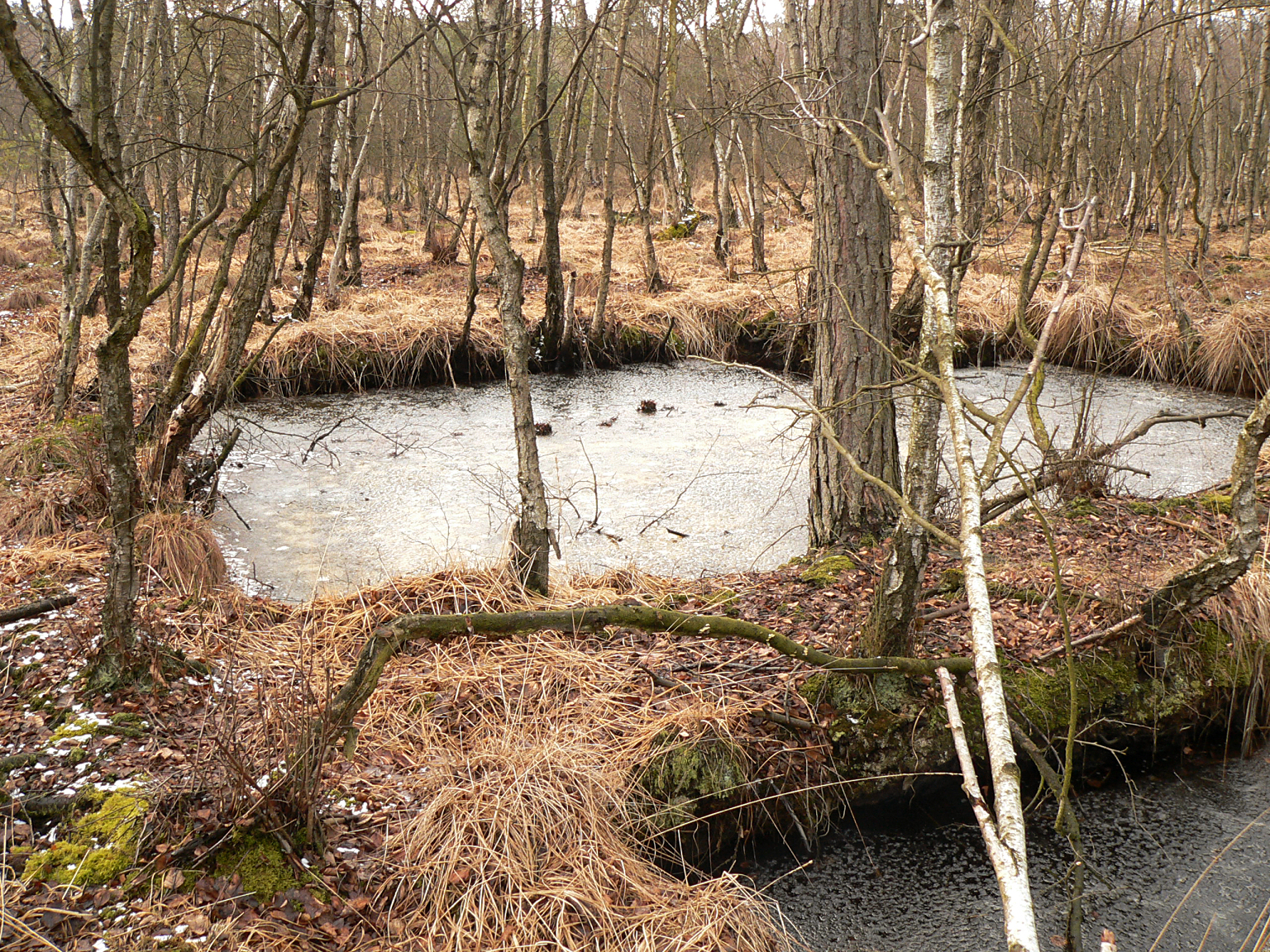
Spuren des Torfabbaus im Altwarmbüchener Moor

Diese bis ins 19. Jahrhundert hinein sehr kleinen Dörfer waren früher von Mooren umgeben. Ihre Bewohner stachen neben der Landwirtschaft im Nebenerwerb eifrig Torf und verkauften ihn als Brennmaterial auf Märkten im nahen Hannover.

### Reformation und Neuzeit
Das Hagenhufdorf Isernhagen gehörte bis zur Reformation zum Bistum Hildesheim, das 815 von Ludwig dem Frommen gegründet worden war. Außerdem unterstand das Dorf dem Archidiakonat Sievershausen. Die St.-Marien-Kirche zu Isernhagen wurde um 1450 in der Kircher Bauerschaft errichtet; das genaue Datum der Weihe der Kirche ist nicht bekannt. Das kunstgeschichtlich wertvolle Gebäude mit seinem schon von weitem erkennbaren Turm verleiht der Umgebung ihr unverwechselbares Gepräge.
Herzog Ernst der Bekenner führte im Fürstentum Lüneburg, zu dem auch Isernhagen gehörte, im Jahr 1527 die Reformation ein. 1534 erschien in der Kirchengemeinde Isernhagen der erste lutherische Pfarrer.
Die Bauern der vier Isernhagen-Altdörfer übten viele Nebentätigkeiten aus und gelangten durch Hopfen- und Pferdehandel vor allem im 16. und 17. Jahrhundert zu größerem Wohlstand. Aus dieser Zeit stammen auch die für Isernhagen so charakteristischen Fachwerkhäuser mit den reich verzierten, mehrfach vorragenden Wirtschaftsgiebeln.
Während die Bevölkerung in Deutschland im 19. Jahrhundert stark zunahm, blieb sie in diesem Zeitraum in den Dörfern der heutigen Gemeinde Isernhagen weitgehend konstant. Um 1821 zählte man mit 2278 Einwohnern nur 173 Einwohner mehr als 1786. Bis 1871 gab es nur einen leichten Anstieg und danach sogar einen Rückgang, bis die Kurve nach der Wende zum 20. Jahrhundert steil nach oben wies. Im Jahr 1925 zählte man 3097 Einwohner. Nach dem Ende des Zweiten Weltkriegs gelangten zahlreiche Heimatvertriebene und Flüchtlinge nach Isernhagen, die auf den Bauernhöfen Unterkunft fanden. Die Bevölkerungszahl stieg bis 1955 auf 7155 Personen an, was gegenüber 1925 einer Steigerung von 131 % entsprach. Auch in den folgenden Jahrzehnten wuchs die Bevölkerung in Isernhagen durch Zuzug weiter. Im Jahre 1992 hatte sich die Einwohnerzahl gegenüber 1821 verzehnfacht.
Begünstigt wurde die Bevölkerungsentwicklung durch eine bedeutende Verbesserung der Verkehrsinfrastruktur in den 1930er Jahren. Im Jahre 1938 war der Bau der Eisenbahnverbindung zwischen Hannover und Celle abgeschlossen. In Isernhagen schloss man die Hohenhorster Bauerschaft mit einem außerhalb des Ortes gelegenen Bahnhof an das Schienennetz an. Mit der Anlage der Autobahnverbindung Köln-Hannover-Berlin erhielt das nahe Altwarmbüchen 1937–1938 einen direkten Verkehrsanschluss an die wirtschaftlich bedeutende Ost-West-Verbindung.
Im Zuge der niedersächsischen Verwaltungs- und Gebietsreform wurde am 1. März 1974 durch den Zusammenschluss der bis dahin selbständigen Gemeinden Altwarmbüchen, Kirchhorst und Neuwarmbüchen sowie der vier Bauerschaften die neue Gemeinde Warmbüchen gebildet. Ein kleines Gebiet der Stadt Hannover mit damals etwa 100 Einwohnern kam am 1. Januar 1975 hinzu. Die Gemeinde erhielt am 1. Juni 1975 den endgültigen Namen Isernhagen. Der Ortsteil Isernhagen NB-Süd der Gemeinde Isernhagen kam am 1. März 1974 zur Stadt Hannover und wurde dort zum Stadtteil Isernhagen-Süd. Seit dem 1. November 2001 gehört Isernhagen zur Region Hannover, in der der damalige Landkreis Hannover aufgegangen ist.

## Politik

### Rat
Der Rat der Gemeinde Isernhagen setzt sich aus 35 Ratsmitgliedern der folgenden Parteien zusammen:
- CDU: 13 Sitze (inkl. Bürgermeister)
- SPD: 9 Sitze
- GRÜNE: 6 Sitze
- FDP: 4 Sitze
- DiePartei: 1 Sitz
- BSI: 1 Sitz
- Parteilose: 1 Sitz

(Stand: Kommunalwahl 12. September 2021)
Von den 35 Mitgliedern des Rates sind zwölf Frauen.

### Bürgermeister
Bürgermeister von Isernhagen ist Tim Mithöfer (CDU).
1. Stellv. Bürgermeisterin ist Vanessa Schenke (CDU)[14][17]
2. Stellv. Bürgermeisterin ist Leyla Hatami (SPD)[14][17]
3. Stellv. Bürgermeisterin ist Christiane Hinze (FDP)[18]

### Chronik der Bürgermeister
- 1919–1933: Willy Müller (ab 1928 CNBL)
- 1945–1948: Willy Müller (DP)

von der Gemeinde Isernhagen
- 1996–2001: Klaus-Dieter Mukrasch (CDU)[19]
- 2001–2021: Arpad Bogya (CDU)
- seit 2021: Tim Mithöfer[16]

### Ortsräte
Die Ortsteile der Gemeinde Isernhagen werden durch insgesamt 47 Ratsmitglieder in sieben Ortsräten vertreten. Seit der Kommunalwahl 2021 verteilen diese sich wie folgt:
| Ortsteile                  | CDU | SPD | Grüne | FDP | WG  | parteilos | ∑  |
| -------------------------- | --- | --- | ----- | --- | --- | --------- | -- |
| Altwarmbüchen              | 03  | 03  | 2     | 1   | –   | –         | 09 |
| Farster Bauerschaft        | 03  | 01  | 1     | –   | –   | –         | 05 |
| Hohenhorster Bauerschaft   | 03  | 02  | 1     | 1   | –   | –         | 07 |
| Kircher Bauerschaft        | 02  | 01  | 1     | –   | –   | b1b       | 05 |
| Niedernhägener Bauerschaft | 04  | 01  | 1     | 1   | –   | –         | 07 |
| Kirchhorst                 | 02  | 02  | 1     | 1   | a1a | –         | 07 |
| Neuwarmbüchen              | 03  | 02  | 1     | 1   | –   | –         | 07 |
| ∑                          | 20  | 12  | 8     | 5   | 1   | 1         | 47 |

a Wählergemeinschaft für Kirchhorst!, b Einzelkandidat: Matthias Kenzler

### Wappen
Der Entwurf des Kommunalwappens von Isernhagen stammt von Walter Pietschmann. Die Genehmigung des Wappens wurde durch den Landkreis Hannover am 9. Januar 1978 erteilt.
| Wappen von Isernhagen | Blasonierung: „Geteilt durch einen silbernen Schrägwellenbalken, oben links in Rot drei silberne Lilien (2 : 1), unten rechts in Grün vier aufgerichtete, einander deckende, silberne Hufeisen.“ |
| Wappen von Isernhagen | Wappenbegründung: Die drei Lilien auf rotem Grund in der linken oberen Hälfte sind dem Wappen der einst hier ansässigen Herren von Cramm entliehen, und sie stehen für die drei Ortschaften der ehemaligen Samtgemeinde Kirchwarmbüchen. Die vier Bauerschaften, in denen Pferdezucht tonangebend ist, werden durch die vier Hufeisen symbolisiert. Dazwischen schlängelt sich als silbernes Band die Wietze, die alle Ortschaften dieser Gemeinde miteinander verbindet. |

### Die Wappen der Isernhagener Ortschaften
Die Entwürfe aller folgenden Wappen stammen von dem Heraldiker und Wappenmaler Gustav Völker, der zahlreiche Wappen in der Region Hannover erschaffen hat.

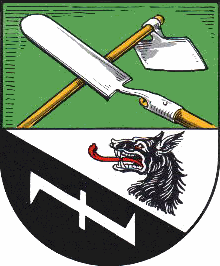
Altwarmbüchen
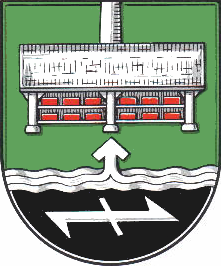
Neuwarmbüchen
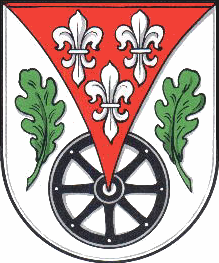
Kirchhorst
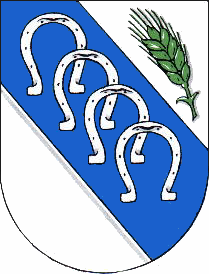
Farster Bauerschaft
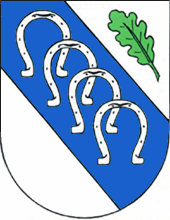
Hohenhorster Bauerschaft
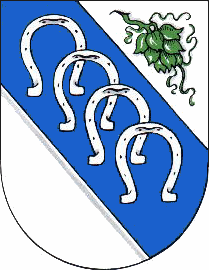
Kircher Bauerschaft
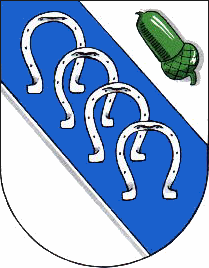
Niedernhägener Bauerschaft

### Städtepartnerschaften
Isernhagen pflegt Partnerschaften mit Peacehaven im Vereinigten Königreich, das genau auf dem Nullmeridian liegt, Épinay-sous-Sénart in Frankreich, Suchy Las in Polen und Tamási in Ungarn.

## Kultur und Sehenswürdigkeiten

### Kirchen

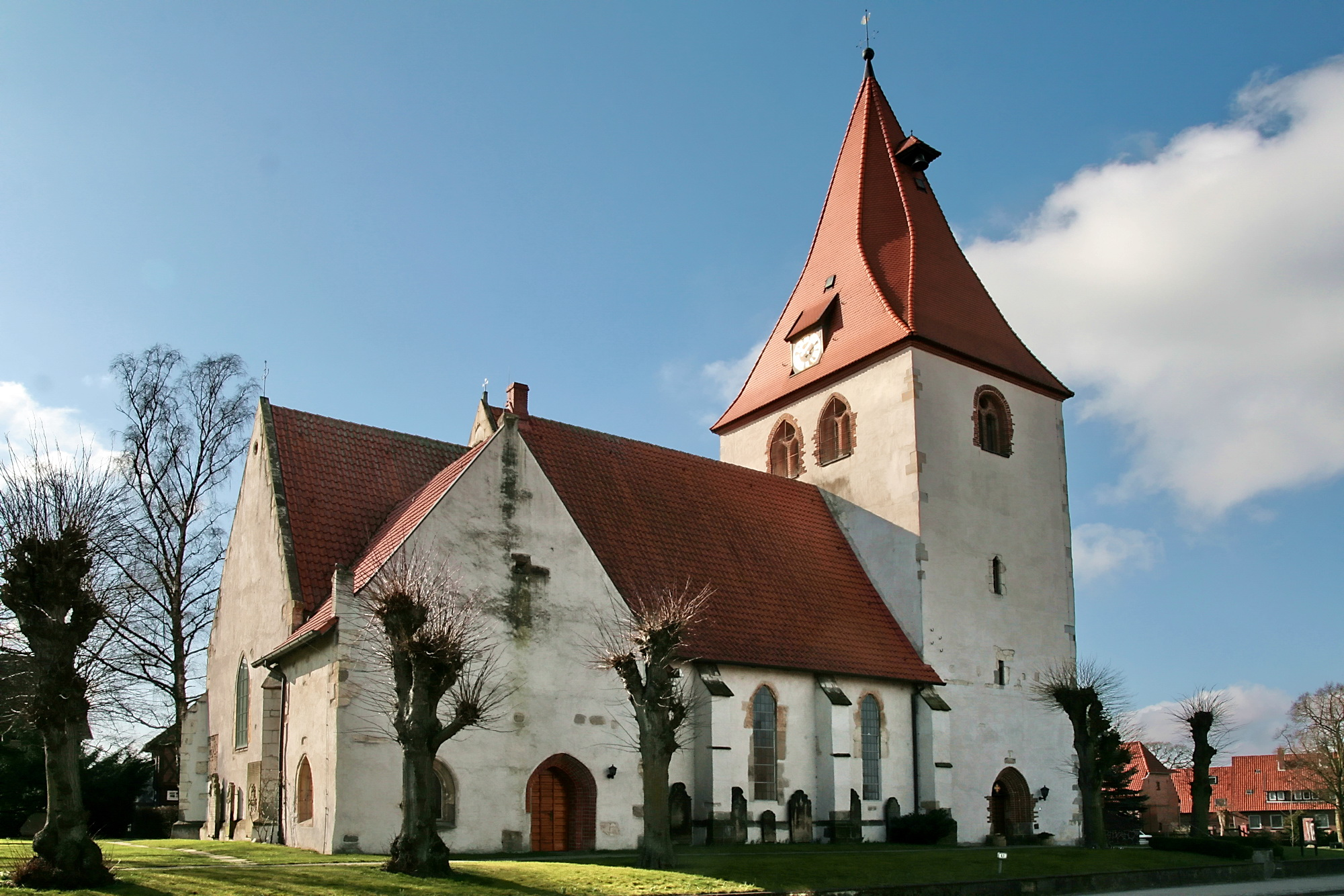
St. Marien (KB)

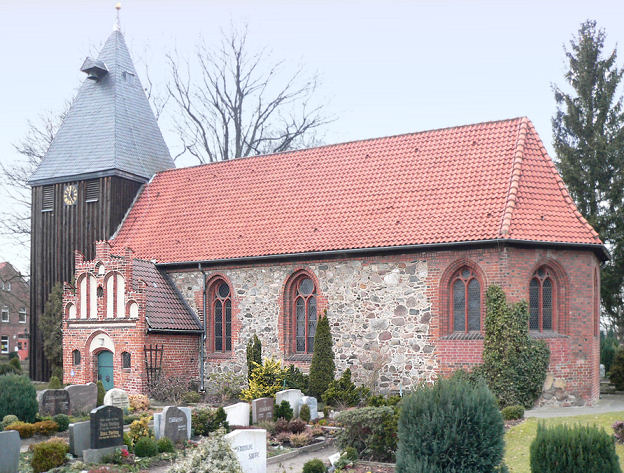
St. Nikolai (Kirchhorst)

- St. Marien in der Kircher Bauerschaft. Sie wurde im 15. Jahrhundert erbaut und ist ein kunstgeschichtlich wertvolles Gebäude mit weithin sichtbarem Turm. Baumaterial ist der in der Wietzeniederung vorkommende und auch hier verhüttete Raseneisenstein.
- St. Nikolai in Kirchhorst. Sie ist eines der schönsten Baudenkmäler der Umgebung, wurde im 14. Jahrhundert erbaut, steht aber auf Grundmauern einer deutlich älteren romanischen Kapelle. Erwähnenswert sind Freskenmalereien im Chor und an den Innenwänden sowie der heilige St. Nikolaus als Schutzheiliger der Kirche.

### Baudenkmäler
In Isernhagen findet sich eine große Anzahl gut erhaltener unter Denkmalschutz stehender Fachwerkbauten. Haus Nr. 72 in der Hauptstraße, Farster Bauerschaft, ist möglicherweise eines der ältesten Häuser des Ortes. Es wurde inschriftlich 1595 erbaut und weist in seiner Fassade die für seine Entstehungszeit (Renaissance) typischen Fächerrosetten auf.

### Museen
- Wöhler-Dusche-Hof. Das Zweiständer-Fachhallenhaus im Ortschaft Niedernhägener Bauerschaft (N. B.) beherbergt das Nordhannoversche Bauernhaus Museum Isernhagen e. V. Nach seinen früheren Bewohnern als Wöhler-Dusche-Hof benannt, ist der Hof ein ländliches Baudenkmal des ausgehenden 16. Jahrhunderts. Das Hofensemble beinhaltet ein Haupthaus mit Schmuckgiebel, eine ehemalige Unterfahrscheune, Bauerngarten, Weide und Backhaus und einen Korbimkerstand. Das Fachwerkhaupthaus blieb an seinem ursprünglichen Standort gut erhalten. In ihm ist seit 1994 eine kleinere Sammlung bäuerlichen Kulturguts aus dem 19. Jahrhundert zu besichtigen. In der geräumigen Hausdiele finden jedes Jahr wechselnde Ausstellungen statt.

### Weitere Sehenswürdigkeiten
- Altwarmbüchener See. Der 48 ha große See entstand 1978–1981 beim Bau der Bundesautobahn 37 (Moorautobahn) durch Sandaufspülungen, die hier entnommen wurden. Er hat die Ausmaße von 1500 m Länge und einer max. Breite von 450 m. Die Tiefe beträgt sieben bis zwölf Meter. Die Einweihung war im Juni 1982. Etwa 25 % der Seefläche liegen auf Gemeindegebiet von Isernhagen, 75 % auf dem Gebiet der bauplanenden und ausführenden Stadt Hannover. Der See ist der Kern eines Naherholungsgebietes. Umgeben ist die Wasserfläche von Spiel- und Liegewiesen. Neben Baden an von der „Deutschen Lebens-Rettungs-Gesellschaft“ (DLRG) beaufsichtigten Sandstränden gibt es Freizeitmöglichkeiten, wie Spielen, Lagern, Segeln, Rudern und Surfen. An Einrichtungen sind vorhanden: „Servicegebäude“ der Stadt Hannover, DLRG-Station, Segelschule, Bootsverleih, zwei Steganlagen eines ansässigen Wassersportvereins.
- Kirchhorster See. Der 4,8 ha große und bis zu 7,5 m tiefe See entstand beim Ausbau der Bundesautobahn 7 Ende der 1950er Jahre durch Sandentnahmen. Die Einweihung war am 17. Juni 1969. Am See gibt es eine öffentlich zugängliche Badestelle. Den See umgeben Liege- und Ruheflächen für den Badebetrieb von etwa 2 ha.
- Parksee Lohne. Das Gewässer ist ein privat betriebener, 3,2 ha großer Badesee in einem Waldgebiet. Auf dem Gelände gibt es einen Campingplatz mit den üblichen gastronomischen Angeboten sowie einen Minigolfplatz.
- Wietzepark. Der Park wurde 2005 fertiggestellt und liegt in der Wietzeniederung an der Gemeindegrenze zu Langenhagen, wobei der Fluss die Grenze darstellt. Die Ostseite des Parks gehört zu Isernhagen. Der Wietzepark ist ein Naherholungsgebiet mit der Wasserfläche des Hufeisensees (Baggersee) und hat eine abgeteilte Badezone.
- Isernhagenhof – Kulturzentrum in der Farster Bauerschaft (F. B.). Hier haben Musikschule, Kunstschule und Begegnungsstätte ihren Sitz neben der Veranstaltungsstätte des Isernhagenhof Kulturvereins e. V. Es handelt sich um einen ehemaligen Bauernhof, der in seinem ursprünglichen Zustand weitestgehend erhalten geblieben ist. In einer ehemaligen Scheune finden regelmäßig kulturelle Veranstaltungen, wie Musikkonzerte, statt. Die Räumlichkeiten können auch für weitere Anlässe, wie Schulungen und Konzerte, angemietet werden.
- Alter Riethof. Es handelt sich um eine landwirtschaftliche Hofanlage, die seit dem 15. Jahrhundert im Besitz der Familie Redeken war. Zeitweise wurde sie vom königlichen Reiterregiment als Schmiede und Stall genutzt. Anfang des 19. Jahrhunderts kam der Hof wieder in bäuerliche Nutzung, ab 1842 wechselten mehrmals die Eigentümer. 2001 gab es eine Restauration des denkmalgeschützten Haupthauses von 1561 und dem Nachbau der Remise. Das Gebäude wird heute als Firmensitz genutzt.
- Basselthof. Historischer Bauernhof in Isernhagen NB mit Wurzeln bis ins 15. Jahrhundert, ursprünglich genutzt als Pferdewechselstation an einer Postroute. Die heute noch erhaltenen Fachwerkgebäude stammen aus dem 18. Jahrhundert. Seit 1972 beherbergt ein Teil des Areals das Islandpferdegestüt Basselthof, das sich auf Zucht, Ausbildung und Turniersport spezialisiert hat. Die andere Hofhälfte wird unter dem Namen Hof Borstolde als moderner Pensions- und Reitbetrieb geführt, mit Offenstallhaltung, Reitplätzen und weiteren Einrichtungen für artgerechte Pferdehaltung. Beide Betriebe prägen heute das ländlich geprägte Ortsbild und sind Anlaufstellen für Reitsportbegeisterte in der Region Hannover.
- Isernhagener Mitte. Sie stellt den geographischen Mittelpunkt zwischen den sieben Isernhagener Ortschaften dar. Es handelt sich um eine Wegkreuzung in der Feldmark, an der während eines Bürgerfestes am 29. Juni 2014 durch den Bürgermeister Arpad Bogya und Vertreter der Bürgerstiftung Isernhagen ein Gedenkstein enthüllt wurde. Das Bürgerfest fand anlässlich des 40-jährigen Bestehens der Gemeinde Isernhagen in ihrer jetzigen Form statt.

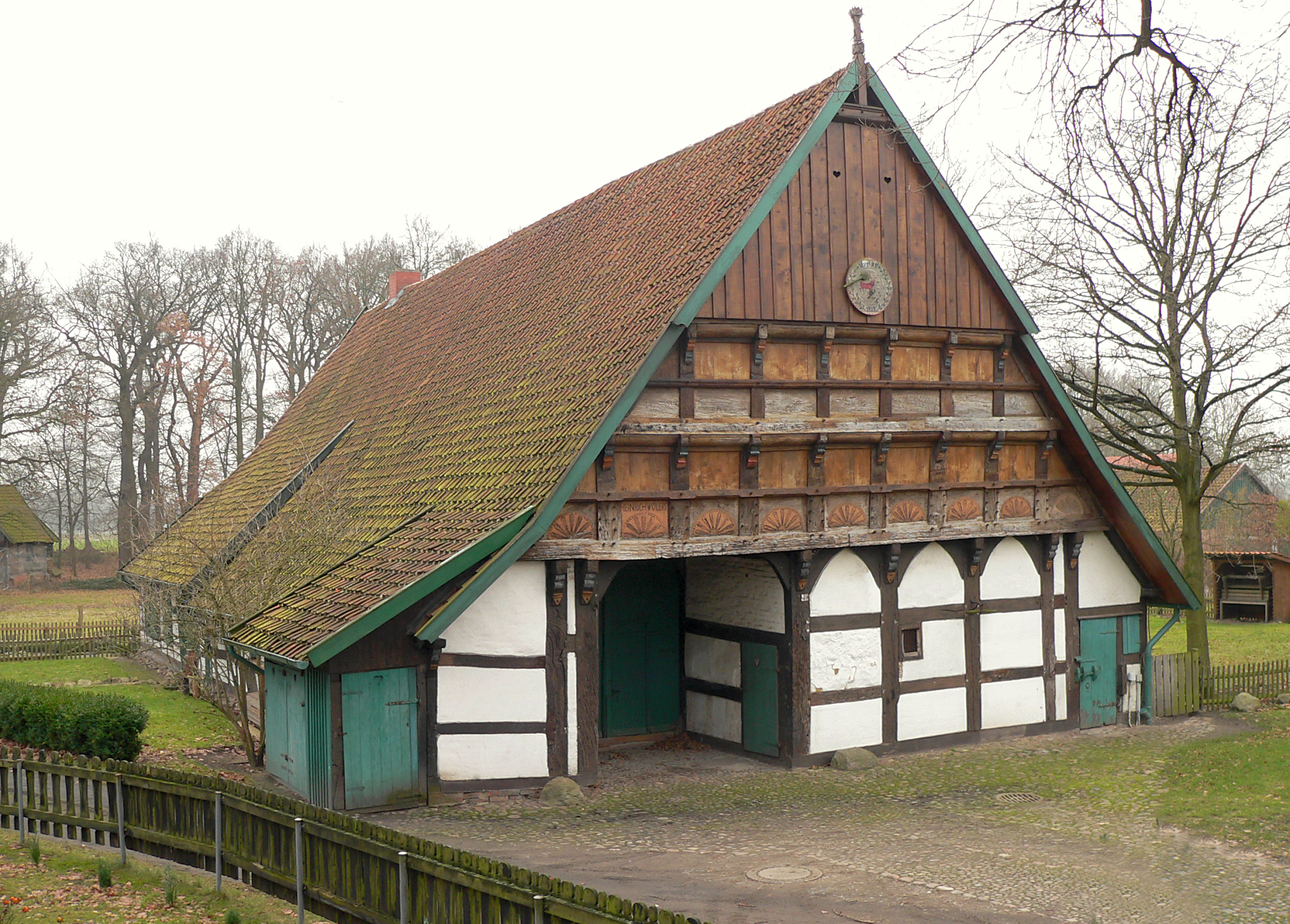
Fachhallenhaus des Wöhler-Dusche-Hofs
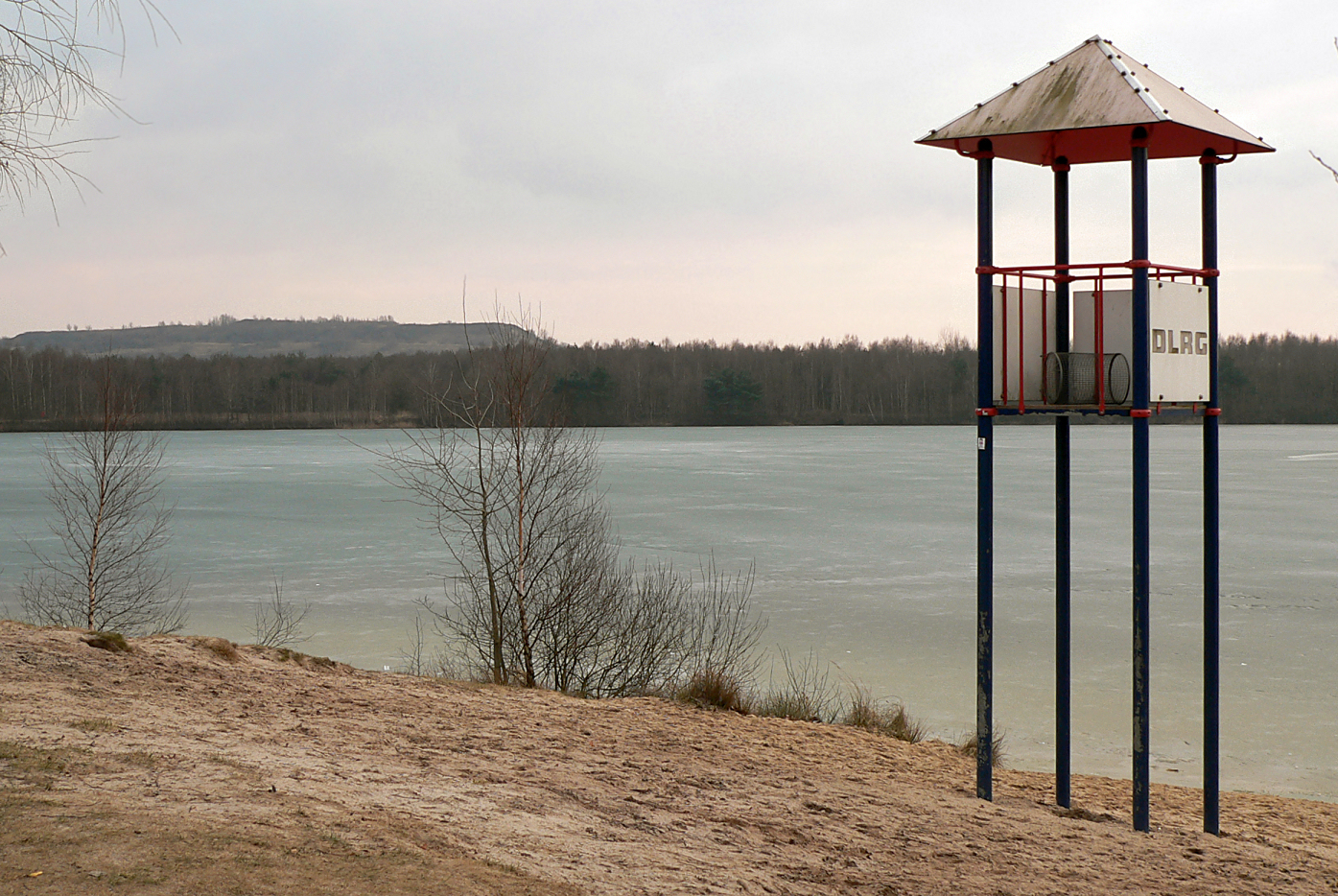
Altwarmbüchener See mit Badestrand, dahinter der Nordberg der Deponie Hannover-Lahe
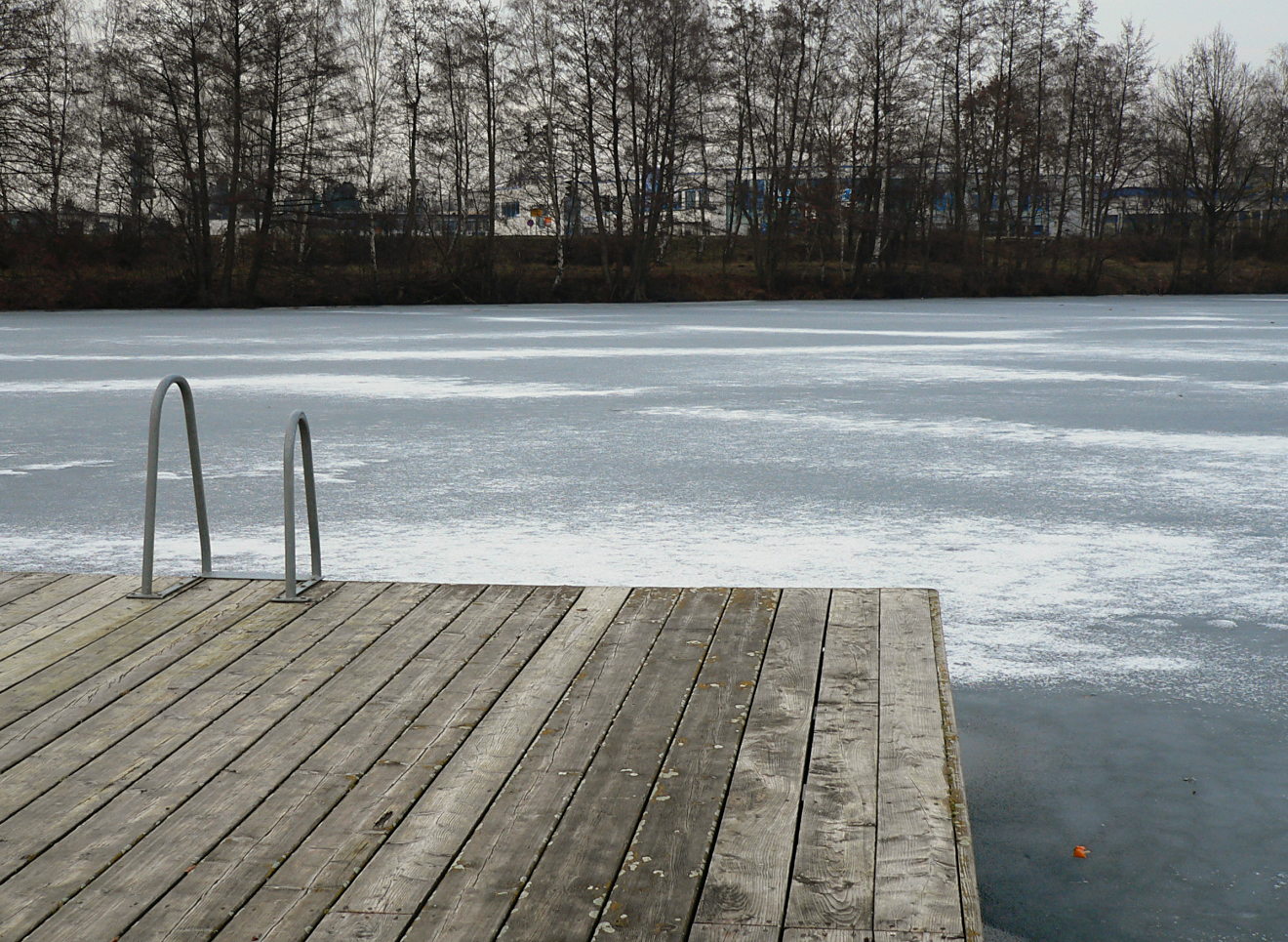
Kirchhorster See mit Badeplattform
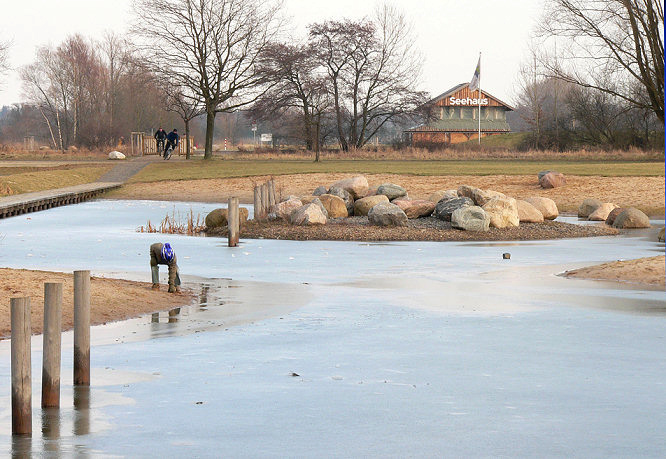
Wietzepark
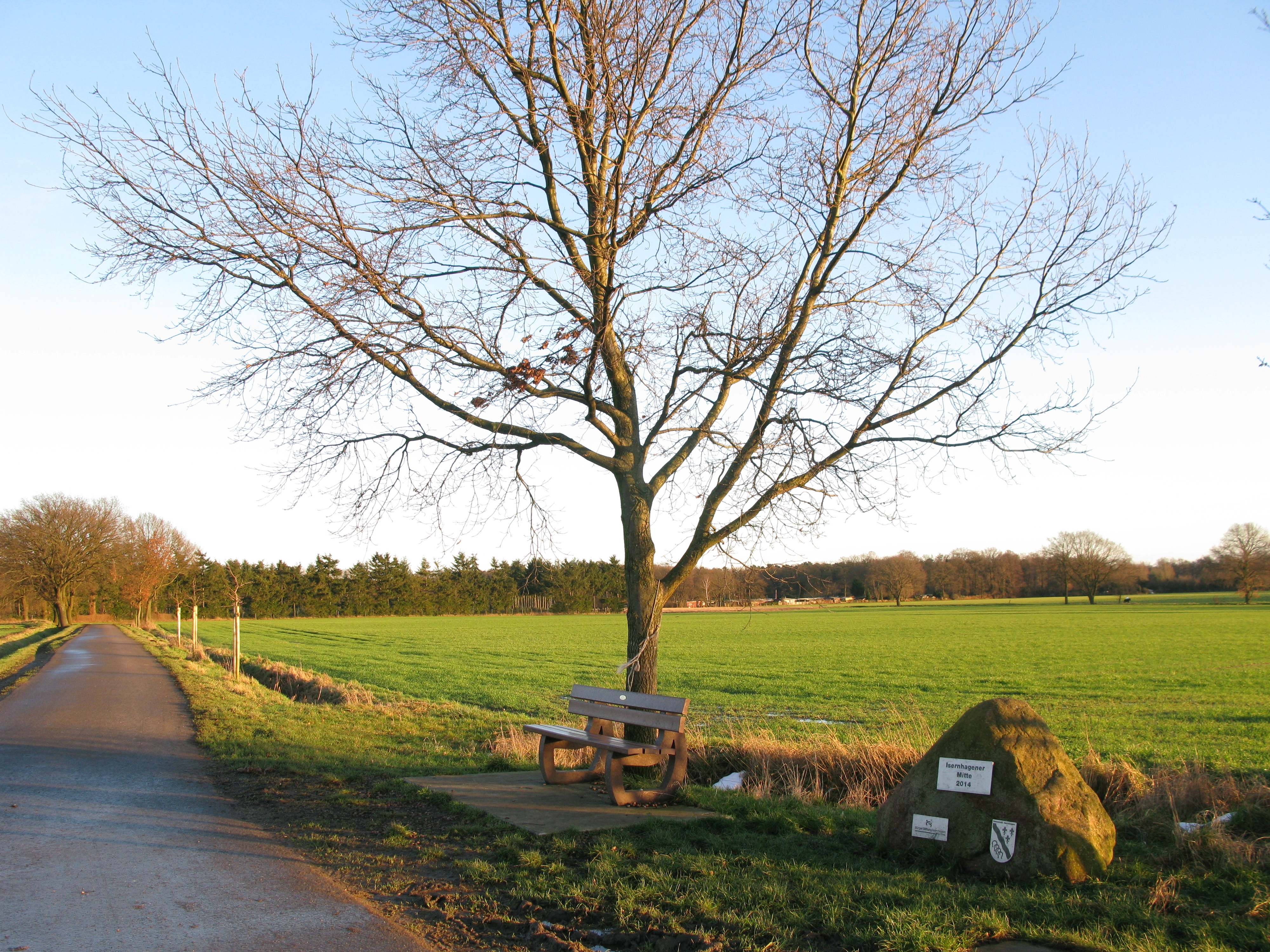
Gedenkstein an der Isernhagener Mitte
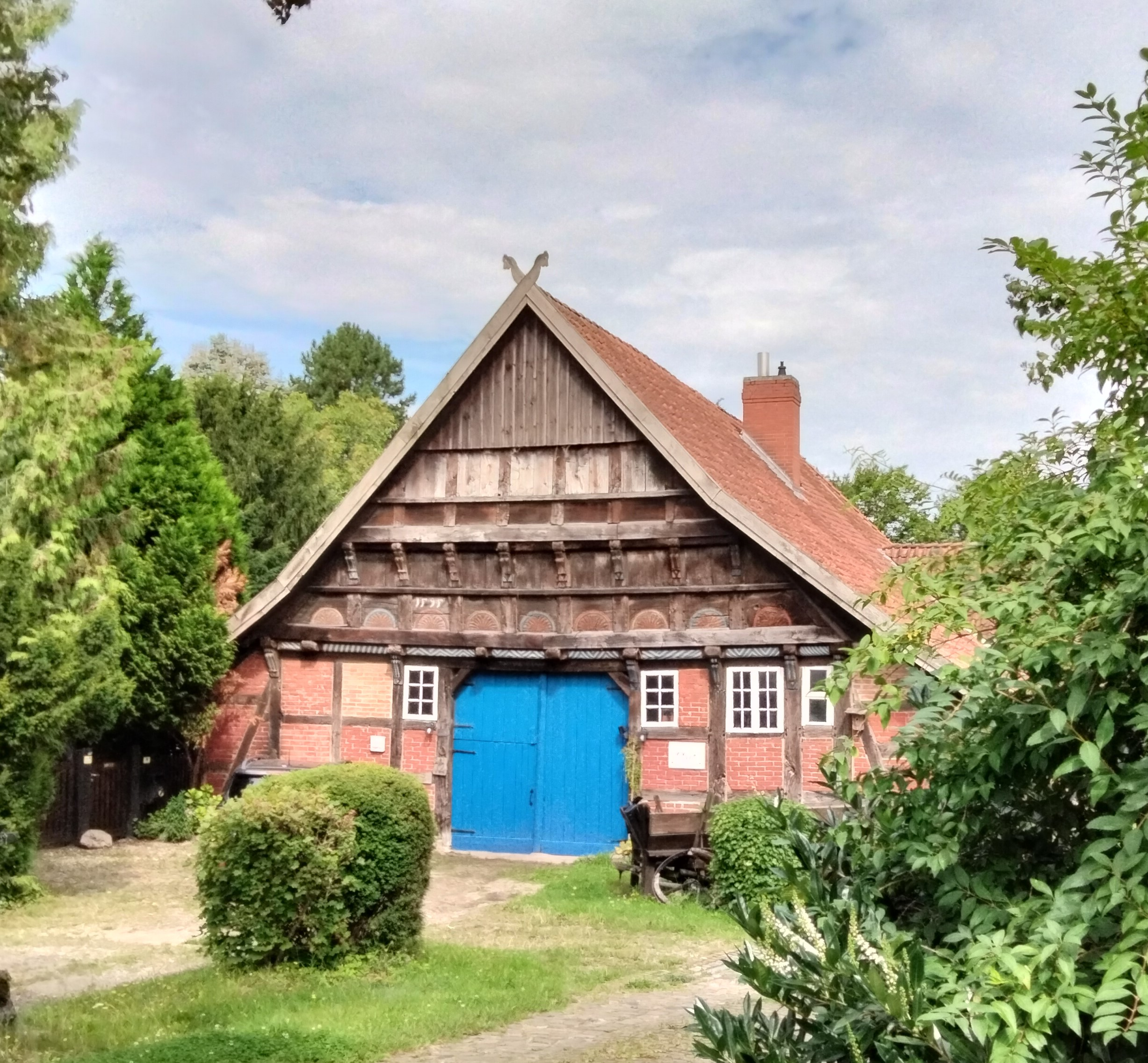
Hauptstraße 72, Farster Bauerschaft

### Sport

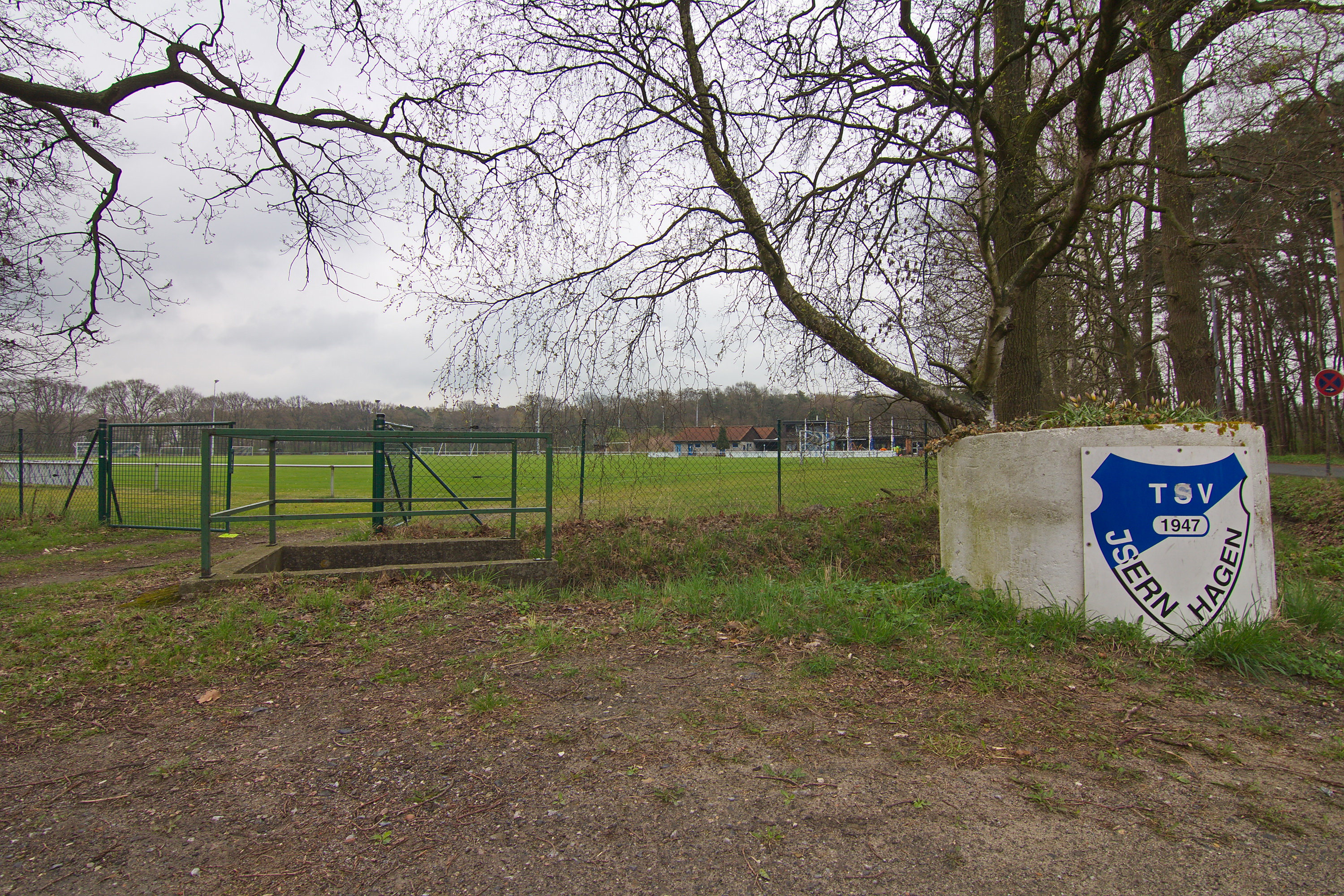
Sportplatz des TSV Isernhagen

- TSV Isernhagen von 1947 e. V.

Nach dem Ende des Zweiten Weltkriegs richtete die britische Militärregierung 1946 den Sportverein Hohenhorster Anfänger ein, der ab 1947 den Namen des heutigen TSV Isernhagen von 1947 e. V. trägt. Anfangs wurde nur Fußball gespielt, im Laufe der Jahre kamen weitere Sparten wie Turnen, Tennis und Segeln dazu. Seit einigen Jahren gibt es eine Kooperation mit dem Isernhagener Volkslauf. Das Sportgelände des Vereins mit Tennisplätzen und Vereinsgaststätte befindet sich in der Ortschaft Hohenhorster Bauerschaft (HB).
- TuS Altwarmbüchen von 1954 e. V.

Der im Jahre 1954 gegründete Sportverein TuS Altwarmbüchen ist auf dem Gelände nahe dem Altwarmbüchener See beheimatet, hat jedoch auch Zugriff auf die Sporthallen Bernhard-Rehkopf-Straße, Helleweg sowie auf die Leichtathletikanlage am Helleweg. Sparten sind unter anderem Fußball, Handball, Tennis, Leichtathletik, Turnen, Tanzen und Tischtennis.
- FC Neuwarmbüchen e. V.

Am 1. September 1946 wurde der Fußball-Club Neuwarmbüchen ins Leben gerufen. Heute bietet er ein breites Spektrum an Sportarten an, unter anderem Fußball, Leichtathletik, Tennis, Tanzen, Kampfkunst, Cheerleader. 2004 wurde eine Beachvolleyball-Anlage eingerichtet.
- WSV Altwarmbüchen e. V.

Der direkt am Altwarmbüchener See gelegene Wassersportverein Altwarmbüchen e. V. wurde im Jahr 1973 gegründet. Er betreibt eine Segel- und seit 1983 eine Rudersparte. Der WSV Altwarmbüchen ist der nach Anzahl der Mitglieder zweitgrößte Sportverein der Gemeinde Isernhagen.
- Steller Sportverein Kirchhorst von 1932 e. V.

Der idyllisch und naturnah in der Ortschaft Kirchhorst gelegene SSV Kirchhorst bietet sportliche Betätigung in sieben Sparten.

### Regelmäßige Veranstaltungen
- Mai: Schlemmerabend im A2-Center zugunsten der Bürgerstiftung Isernhagen
- Juni: Isernhagener Hopfenfest an der Marienkirche
- Juni: Zehntfest in der Ortschaft Kirchhorst (nur in ungeraden Jahren)
- August: Moorfest Altwarmbüchen[23]
- August: Schützenfest
- November: Hubertusjagd mit Meute
- Dezember: Weihnachtsmarkt um die Marienkirche

## Wirtschaft und Infrastruktur

### Unternehmen
In der Ortschaft Hohenhorster Bauerschaft haben Sitz oder größere Niederlassungen:
- Heinz von Heiden Massivhäuser (Massivhausbau)
- Saaten-Union GmbH
- T3amwork gGmbH (Soziale Dienste)
- Niederlassungen von u. a.: Agravis Raiffeisen, Backring Nord, Hölling-DMA, Honold Logistik Gruppe, Hörmann

In den Ortschaften von Isernhagen befinden sich Sitze folgender Unternehmen:
- BREE Collection GmbH & Co. KG (Taschen, Accessoires – bis 2018 in Isernhagen, dann Hamburg)
- Clinotest Rudolf Hoppe GmbH (Berufsbekleidung und Objekttextilien)
- Street One GmbH (Mode)
- Zentrale der Toyota Material Handling Deutschland GmbH (Gabelstapler, Hubwagen)

In den Ortschaften Altwarmbüchen, Kirchhorst und Hohenhorster Bauerschaft befinden sich jeweils ausgiebige Einkaufsmöglichkeiten.

### Bildung
Weiterführende Schulen im Gemeindegebiet sind das Gymnasium Isernhagen und die IGS Isernhagen.

### Verkehr
Isernhagen liegt nahe dem Schnittpunkt dreier Autobahnen:
- Die Bundesautobahn 2 von Berlin über Braunschweig, Hannover, Bielefeld nach Dortmund
- Die Bundesautobahn 7 von Hamburg über Hannover, Kassel nach Würzburg
- Die Bundesautobahn 37 von Hildesheim über Hannover nach Celle

Das Autobahnkreuz Hannover/Kirchhorst (A 7/A 37) liegt teilweise auf dem Gebiet der Gemeinde.
Der Bahnhof Isernhagen in der Ortschaft Hohenhorster Bauerschaft befindet sich an der Bahnstrecke Hannover–Celle und wird stündlich von Zügen der Metronom Eisenbahngesellschaft bedient, die zwischen Hamburg und Hannover (RE 3) beziehungsweise Uelzen und Göttingen (RE 2) verkehren. Der bereits 1913 begonnene Abschnitt von Langenhagen an der Heidebahn nach Celle, auch „Hasenbahn“ genannt, wurde erst am 15. Mai 1938 eröffnet. Dadurch können Züge Hamburg–Süddeutschland ohne den Umweg über Lehrte und Kopfmachen in Hannover verkehren. Seit dem 2. November 1964 ist die Strecke zweigleisig befahrbar.
Die Linie 3 der Stadtbahn Hannover verbindet die Ortschaft Altwarmbüchen mit Hannover. Sieben Buslinien des Großraum-Verkehrs Hannover (GVH) erschließen Isernhagen und verbinden den Ort mit Nachbargemeinden.
Im benachbarten Langenhagen befindet sich der Flughafen Hannover. Isernhagen befindet sich in der Einflugschneise des Flughafens. Gegen die damit einhergehende Lärmbelastung insbesondere durch Nachtflüge wenden sich verschiedene Bürgerinitiativen aus den betroffenen Kommunen, die sich in der Arbeitsgemeinschaft „Besser ohne Nachtflug-Hannover Airport“ (BON-HA) zusammengeschlossen haben.

## Persönlichkeiten

### Söhne und Töchter der Gemeinde
- Wilhelm Dusche (1863–1947), Politiker (DVP), MdR
- Willy Müller (1884–1973), Landwirt und Politiker, Mitglied des Preußischen und des Niedersächsischen Landtags
- Gustav Völker (1889–1974), Heraldiker
- Hans Kramer (1948–2013), Handball-Nationalspieler
- Nessi Tausendschön (bürgerlich Annette Maria Marx; * 1963), Diseuse
- Robert Dill (* 1982), Basketballspieler
- Caroline Noeding (* 1991), Miss Germany 2013

### Personen, die mit der Gemeinde in Verbindung stehen
- Ernst Jünger (1895–1998), deutscher Schriftsteller
- Gerhard Hoyermann (1835–1911), Gut Lohne, Erfinder Düngemittel Thomasmehl, Preußischer Landtag 1883–1908
- Heinz Koberg (1914–2013), Redakteur, Foto-Chronist, Autor
- Wilfried Ziegemeier (1926–2013), Architekt in Isernhagen
- Walther Lamprecht (* 1924 in München), Ordinarius für Klinische Biochemie und Physiologische Chemie, wohnte in Isernhagen
- Peter Mim (* 1952), Pantomime
- Oliver Pocher (* 1978), Comedian und Entertainer (besuchte die Realschule in Isernhagen)
- Anke Kühn (* 1981), ehemalige Hockeynationalspielerin (Olympiasiegerin 2004)
- Bastian Schulz (* 1985), Fußballspieler (1. FC Kaiserslautern)